# 北村一樹
北村 一樹（きたむら かずき、男性、1985年（昭和60年）1月27日 - ）は、日本のゲーム音響監督、サウンドデザイナー、音楽プロデューサー、テクニカルアーティスト。
東京都出身。株式会社CONNECT+ECHO代表。
筑波大学附属中学校・高等学校卒、洗足学園音楽大学音楽学部音楽・音響デザインコース首席卒業。kzとのユニットLivetuneではかじゅきPという名義で活動していた。

## 経歴
1985年東京都出身。 大学在学中にビクターエンタテインメントより【Livetune】名義でデビュー。 VOCALOID楽曲で世界初のメジャーアルバムをリリース。洗足学園音楽大学を首席卒業後、 カプコンにサウンドデザイナーとして入社。
スカイウォーカー・サウンド、テクニカラー等 海外の著名なオーディオスタジオと協業。 また、カプコン社内製ゲームエンジン開発にテクニカルアーティストとして参加。
サウンドデザイナー・ゲームオーディオディレクター・ワークフロー改善やシステム設計、 プロジェクトマネージャー等多岐にわたって業務を実施。
2017年、株式会社コネクテコを設立。 同時に、母校洗足学園音楽大学にて講師として在籍。
CEDEC等カンファレンスにも積極的に参加。 ゲームサウンドデザインの進化と育成を目指して活動中。作曲家の青木征洋、裏谷玲央はカプコン時代の同期。

## 主な参加作品

### 作詞・作曲・編曲
- 2008年 - Re:package(一部楽曲)
- 2009年 - Re:MIKUS(一部楽曲・原曲提供のみ)

### ゲーム
特記以外サウンドデザイナーとして参加
- 2010年 - ロスト プラネット 2
- 2011年 - 謎惑館 〜音の間に間に〜（サウンドデザイナー・テクニカルアーティストとして参加）
  - 立体音響技術の導入
- 2012年 - バイオハザード6
- 2016年 - バイオハザード アンブレラコア（音響監督・サウンドデザイナー・テクニカルアーティストとして参加）
- 2017年
  - モンスターハンター ダブルクロス
  - バイオハザード7 レジデント イービル
  - SUM!
  - TINY METAL[1]
- 2018年 - 二ノ国II レヴァナントキングダム
- 2019年
  - バイオハザード RE:2
  - DEATH STRANDING（日本語ローカライズサポートとして参加）
  - ニンジャラ（前日譚エピソードムービーのサウンドデザイナーとして参加）
  - ポケットモンスター ソード・シールド（サウンドデザイナー・テクニカルアーティストとして参加）
  - MARVEL ULTIMATE ALLIANCE 3: The Black Order（サウンドデザイナー・テクニカルアーティストとして参加）
    - DLC3のカットシーン

### その他
特記以外サウンドデザイナーとして参加
- 2017年
  - 教育アプリ Qubena[2]
  - スマートロック Akerun Pro
- 2018年 - TYFFONIUM 次世代VRアトラクション CORRIDOR[3]
- 2019年 - comicoボイスコミック となりの席の小林さん。
- 2020年 - ジャパンラグビートップリーグ2020 試合中効果音

## 主な出演、登壇
- 2011年 - CEDEC2011 カプコンサウンドが考える専門家との連携[4]
- 2012年 - CEDEC2012 CEDEC 業界研究フェア プログラム セッション 3  仕事紹介 ～ ビジュアル・アーツ&ウンド ～[5]
- 2016年
  - CEDEC2016 何でもかんでもパッチング！アナログ音響表現とアクティブ音楽表現![6]
  - CEDEC2016 ミキシングエンジニアがフェーダーを捨てた日 ～インタラクティブミキシングの現在と課題～[7]
  - Audiokinetic Wwise Tour 2016[8]
- 2017年 - CEDEC2017 基礎から応用 3DサウンドAmbisonicでなにができる?[9]
- 2019年 - CEDEC2019 沢山集まれ文殊の知恵!フォーリー収録・活用座談会[10]